# La Vergne, Charente-Maritime
La Vergne är en kommun i departementet Charente-Maritime i regionen Nouvelle-Aquitaine i västra Frankrike. Kommunen ligger  i kantonen Saint-Jean-d'Angély som ligger i arrondissementet Saint-Jean-d'Angély. År 2022 hade La Vergne 610 invånare.

## Befolkningsutveckling
Antalet invånare i kommunen La Vergne
Referens:INSEE